# آنتونیس فوتیادیس
آنتونیس فوتیادیس (یونانی: Αντώνης Φωτιάδης؛ زادهٔ ۱۸۹۹ - درگذشته نامشخص) بازیکن فوتبال اهل یونان بود.
از باشگاه‌هایی که در آن بازی کرده‌است می‌توان به باشگاه فوتبال پانیونیوس اشاره کرد.